# Chelonus aculeatus
Chelonus aculeatus är en stekelart som beskrevs av William Harris Ashmead 1890. Chelonus aculeatus ingår i släktet Chelonus och familjen bracksteklar. Inga underarter finns listade i Catalogue of Life.